# كانون دي 65 م (مونتاني) موديل 1906
كان "" كانون دي 65 م موديل 1906 "" حيث يرمز (م)إلى «مونتاني»، كان سلاحا فرنسيًا دخلت الخدمة مع «أفواج المدفعية الجبلية» في عام 1906 وكانت واحدة من أولى البنادق ناعمة الارتداد في الخدمة. كانت عربة موديل 1906 مفصلية ويمكن تقسيمها إلى أربع حمولات من البغال للنقل. بحلول عام 1939، تم استخدام مسدس دعم المشاة بشكل عام. بعد عام 1940، استخدم الألمان هذه كـ "" 6,5؛ cm GebK 221 (f) "". تم استخدام البندقية أيضًا من قبل إسرائيل (في الحرب العربية الإسرائيلية عام 1948 باسم «نابليون تشيك»)، ألبانيا، وبولندا واليونان.

## تاريخ القتال

### فرنسا
خلال الحرب العالمية الأولى، استخدم الفرنسيون (جيش الشرق) موديل 1906 ضد قوات القوى المركزية في جبال مقدونيا . كان هناك 72 بندقية من طراز 1906 في الخدمة في مسرح البلقان أثناء اندلاع الحلفاء من رأس جسر سالونيك في 15-29 سبتمبر 1918. أدى النجاح الأولي لهجوم الحلفاء إلى دفع بلغاريا للاستسلام في 9 أكتوبر 1918، ثم في أكتوبر 1918، تم تحرير صربيا واستسلمت أخيرًا النمسا-المجر في نوفمبر 1918 عندما واجهت غزو القوات الإيطالية من الجنوب.

### إسرائيل
تم استخدام كانون دي 65 م (مونتاني) موديل 1906 من قبل الجيش الإسرائيلي في الحرب العربية الإسرائيلية عام 1948 ، وأطلق عليها الإسرائيليون لقب «نابليونشيك» بسبب مظهرها القديم.
تم أول استخدام لاثنين من هذه المدافع، التي تفتقر إلى الرؤية، في معركة دجانيا في شمال إسرائيل، والتي كانت أيضًا المرة الأولى التي يستخدم فيها الجانب الإسرائيلي مدفعية ميدانية. تم استخدام الاستخدامات اللاحقة في العديد من العمليات الرئيسية في الحرب، بما في ذلك عملية بن نون وعملية بليشيت.